# MTV Ano a Ano
MTV Ano a Ano é um programa transmitido pela MTV Brasil em 27 de setembro e que irão ser 20 episóios, cada um dedicado aos VJs, programas e aos clipes de cada ano da história da MTV.
Confira A Lista De Clipes:
(1990/1991):
10. Red Hot Chilli Peepers - Under The Brigte
09. Titas - Saia De Mim
08. R.E.M - Losing My Religion
07. Deee-Lite - Groove Is in the Heart
06. Guns N Roses - You Could Be Mine
05. Extreme - More Than Worlds
04. Michael Jackson - Black Or White
03. Metallica - Enter Sandman
02. Faith No More - Epic
01. Nirvana - Smeells Like Teen Spirit